# Olof Eneroth

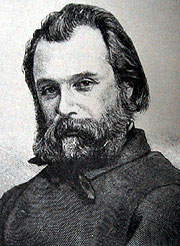
Olof Eneroth

Per Olof Emanuel Eneroth (* 15. April 1825 auf Gut Hägersten in Brannkyra bei Stockholm; † 21. Mai 1881 in Uppsala) war Autor, Leiter der Schwedischen Gartenbaugesellschaft und einer der bedeutendsten schwedischen Pomologen des 19. Jahrhunderts.

## Leben
Eneroth war der Sohn des gleichnamigen Gutsinspektors Olof Eneroth und dessen Frau Eva Cronlands. Im Alter von vier Jahren verlor er seinen Vater, der nur fünfzig Jahre alt wurde. Danach wuchs er in Södermark gemeinsam mit seiner Schwester bei seiner Großmutter unter eher ärmlichen Verhältnissen auf und besuchte das Gymnasium in Stockholm. Zu seiner Mutter, die als hochgebildet beschrieben wird, obwohl sie aufgrund der Kindheit in der ärmeren Schicht dabei wenig gefördert wurde, entwickelte er während derer Besuche ein inniges Verhältnis. Seine Ferien verbrachte er schon damals nicht in der Stadt, sondern auf dem Land, worin vielleicht sein späteres Interesse an der Natur begründet ist. Nach dem Schulbesuch studierte Eneroth ab 1845 an der Universität Uppsala, wo er 1849 das philosophische Kandidatenexamen (heute vergleichbar mit dem Abschluss als Bachelor) ablegte. Danach setzte er seinen Studien fort, bis er sie aus gesundheitlichen Gründen abbrach und Reisen nach Südfrankreich, Spanien und Brasilien unternahm. Von 1853 bis 1855 absolvierte er eine Gärtnerlehre und promovierte gleichzeitig zum Doktor der Philosophie. Noch im Jahr 1855 unternahm er eine Reise nach Deutschland, um sich in Landschaftsgärtnerei und Pflanzenkultur weiterzubilden. Zurück in Schweden war er als Landschaftsgärtner tätig. Während einiger Monate gärtnerischer Tätigkeit auf Schloss Säfstaholm lernte er Fredrika Bremer kennen, auf deren Rat hin er sich als Gärtner einer Gesellschaft in Visby bewarb. In depressiven Phasen, unter denen Eneroth zu dieser Zeit liet, riet sie ihm diesen Weg weiterzugehen um einen ähnlichen Ruf als Landschaftsgärtner zu erlangen wie der mit befreundete amerikanische Landschaftsarchitekt Andrew Jackson Downing. 1855 reiste er für einige Monate nach Norddeutschland um die dortige Landschaftsarchitektur zu studieren. Dabei hielt er sich einige Zeit in der landwirtschaftlichen Akademie Eldena auf, worüber er in seinem Buch  Gartenbau und Naturverschönerungskunst später ausführlich berichtete. Zurückgekehrt war er als solcher tätig auch mit der Planung neuer Parks nach neuen Erkenntnissen. 1856 besuchte er Nordschweden und Norwegen, wo er in Hamar und Christiania an Tagungen teilnahm. Abweichend vom Ratschlag Fredrika Bremers bewarb er sich 1856 erfolgreich als Lehrer an der Schwedischen Gartenbaugesellschaft in Stockholm, wo er ein Jahr später zum Leiter der Anstalt ernannt wurde.

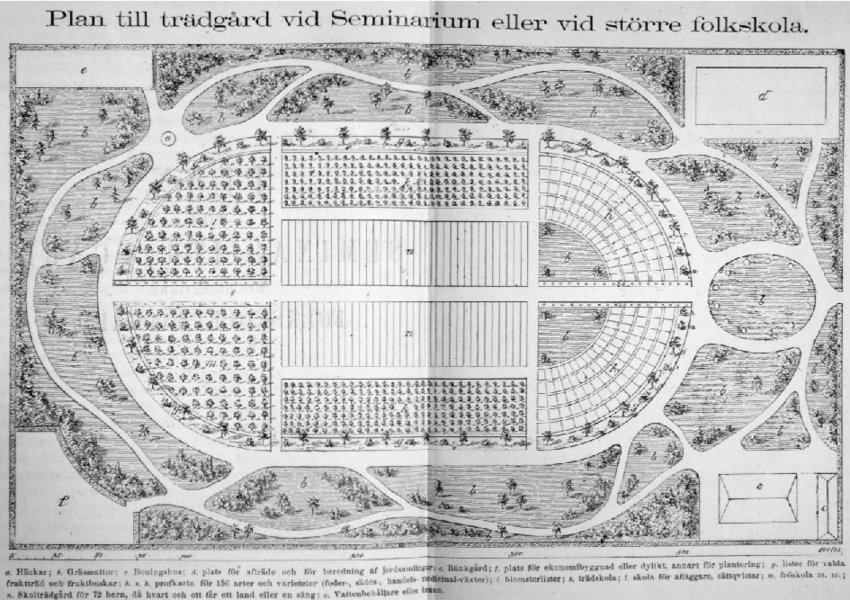
Idealentwurf des Seminarschulgartens von Eneroth

Durch staatliche Stipendien war es ihm möglich, im Frühjahr 1857 Studienreisen nach Schottland, England und Frankreich zu unternehmen. Während einer solchen nach Deutschland im Herbst 1858 ergänzte er seine Studien erstmals um solche der Obstbaukunde. Im selben Jahr wurde er auch zu Mitglied der Königlich Schwedischen Akademie für Forst- und Landwirtschaft ernannt. Ein Jahr später bereiste er Holland und Belgien. In den Jahren 1862 und 1863 unternahm er pomologische Studien im südlichen und mittleren Teil seines Heimatlandes Schweden. Diese setzte er 1864 während einer Reise nach Deutschland fort. Die 1866 geplante Reise in die Schweiz musste er wegen seiner angeschlagenen Gesundheit absagen. 1868 war er wieder in Dänemark und Norwegen unterwegs. Er selbst sagte zu diesen Reisen in den 1860er Jahren, dass sie nicht nur aus pomologischem Interesse angetreten wurden, sondern auch um „Land und Leute“ zu studieren.
Die Möglichkeit zu Reisen hatte er auch dadurch, dass er 1861 als Leiter der Gartenbauanstalt zurücktrat und danach als freier Landschaftsarchitekt und Pomologe arbeitete sowie zwischen 1863 und 1869 sein vierbändiges Werk zur Schulpädagogik schrieb. Als Gartenbauer plante er mehrere Parks, wobei er stark von englischen Parks und Gärten inspiriert wurde. Im Obstbau suchte er sowohl die besten einheimischen Sorten zu finden als auch importierte, die sich an das raue nordische Klima akklimatisieren sollten. Seine bewusste Auswahl führte für die Anbauer zu erhöhtem Ertrag.
In den 1870er Jahren erhielt Eneroth eine Pension der Akademie für Landwirtschaft. Sein Gesundheitszustand verschlechterte sich immer mehr. 1976 bestimmte er in seinem Testament, dass sein Nachlass für eine Stiftung zur Einrichtung einer Professur aus den Zinsen seines Vermögens verwendet werden soll. Erster Lehrstuhlinhaber der bis heute (2014) bestehenden Stiftungsprofessur war 1937 David Katz. Eneroth starb 1881 in Uppsala.

## Ehrungen
- 1858: Mitglied der Königlich Schwedischen Akademie für Forst- und Landwirtschaft[3]
- 1860: Ritter des Wasaordens[3]
- Mitglied in der Königlichen Wissenschafts- und Literaturgesellschaft in Göteborg[3]
- Große Goldmedaille der „Königlich Schwedischen Akademie für Forst- und Landwirtschaft“[3]